# Gereformeerde kerk (Andijk)
De gereformeerde kerk van Andijk dateert uit 1929 en werd ontworpen door architect Egbert Reitsma. Vanwege zijn grootte wordt de kerk ook wel de 'gereformeerde kathedraal' genoemd. Sinds 1985 is de kerk een rijksmonument.

## Geschiedenis
De huidige kerk werd gebouwd ter vervanging van een gebouw uit 1863 dat te klein was geworden. Deze oude kerk was eerst een eenvoudig gebouwtje met een rieten dak. Later werd op dezelfde plaats een houten gebouw opgetrokken, aan de buitenzijde zwart geteerd met in de wanden ramen, die het model hadden van kerkramen en met pannen afgedekt. Het hele gebouw stond op palen. Als je bukte kon je onder de kerk doorkijken. Met sterke wind of storm kon het flink schudden of kraken. Er was plaats voor ongeveer 200 personen. Deze oude kerk staat vlak bij de nieuwe kerk en is nog steeds in zeer goede staat.

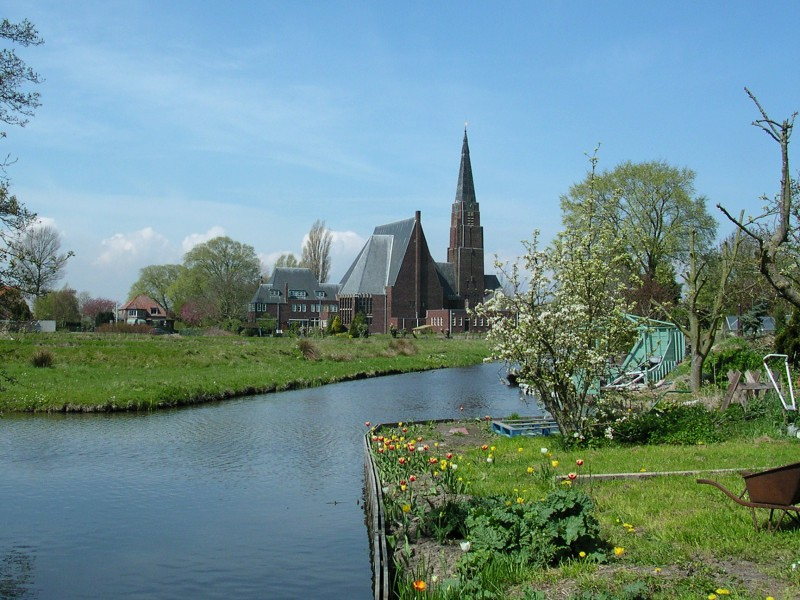
Zicht vanuit het oosten

De bouw van de nieuwe kerk werd mogelijk gemaakt door de toegenomen welvaart als gevolg van de bollenteelt. Reitsma kreeg de opdracht een kerk te ontwerpen die qua formaat kon wedijveren met de katholieke kerk van het naburige dorp Wervershoof. In de centraliserende kerkruimte, waarin het Woord van God centraal staat, is plaats voor ongeveer 1200 personen. De twaalfhoekige ruimte is overwelfd met een complex paraboolvormig gewelf. De hoogte van de kerk bedraagt 23 meter, die van de toren 45 meter. Op de rand van de klok staat “Ere zij God” en hij weegt 1500 kg. De kerk is voorzien van een aantal vensters met gebrandschilderd glas. Daarop zien we voorstellingen van handel, techniek, landbouw, scheepvaart etc. 
Boven de preekstoel zit het orgel, dat in zijn oudste vorm uit 1892 stamt en na de bouw van de huidige kerk in het geheel van het interieur werd opgenomen. In 1948 werd het opnieuw uitgebreid.
De kleuren in de kerk zijn vrolijk en fel, wat nog wel tot ophef heeft geleid in de calvinistische ogen. In de jaren 60 en 70 van de 20e eeuw werden dan ook veel kleuren overgeverfd in bruin- en wittinten. Tussen 2010 en 2015 werd de kerk gerestaureerd, waarbij de originele kleuren werden teruggebracht.
De kerk vormt één geheel met de pastorie. Het complex is in totaal 60 meter lang.

## Architectuur
De kerk is een hoogtepunt in het oeuvre van Reitsma en, zeker sinds diens kerk in Weesp in 1968 door brand werd verwoest, het belangrijkste nog bestaande voorbeeld van de expressionistische stijl die hij korte tijd hanteerde.

## Gemeente
De kerk is bezit van de Gereformeerde Kerk Andijk, een tamelijk confessioneel-gereformeerde gemeente.
De gemeente is in 1836 gesticht door ds. Hendrik de Cock. De gemeente wortelt in de Afscheiding van 1834. Eerst kwam men samen in een boerderij, bij mensen thuis. Later in een houten kerkje. Vanaf 1863 in de oude kerk die nog te zien is langs de Dijkweg. In 1930 werd het huidige gebouw in gebruik genomen. In 1892 is de gemeente meegegaan in de samenvoeging met de Dolerenden tot de Gereformeerde Kerken in Nederland. In 2004 is de kerk onderdeel geworden van de Protestantse Kerk in Nederland (PKN), maar enkele leden zijn alleen plaatselijk lid. De gemeente telt een kleine 1300 leden.